# 86丁目駅 (BMT4番街線)
86丁目駅（86ちょうめえき、英: 86th Street）はブルックリン区ベイ・リッジの86丁目-4番街交差点に位置するニューヨーク市地下鉄BMT4番街線の駅で、R系統が終日停車する。

## 駅構造
| G  | 地上階                     | 出入口                                                                                               |
| B1 | 改札階                     | 改札口、駅員室、メトロカード自動券売機                                                               |
| B2 | 北行線                     | ← フォレスト・ヒルズ-71番街駅行き（77丁目駅） ← 深夜帯：ホワイトホール・ストリート駅行き（77丁目駅） |
| B2 | 島式ホーム、左側ドアが開く | |
| B2 | 南行線                     | → ベイ・リッジ-95丁目駅行き（終点） →                                                                |

当駅は1916年1月15日に59丁目駅から延伸した際に終着駅として開業した。駅は島式ホーム1面2線の構造で北側に片渡り線が設置されている。
駅の改札階やホームの柱は緑色で、北端を除きホーム壁にはモザイクが設置されており、従業員施設も設けられている。
駅は元は島式ホーム2面4線の構造の駅として計画されていた。その証拠に、北側で線路が曲がっているのは南行線のみである。東側に線路を2本敷設できるようになっている。

### 出口
駅は2か所改札があり、南端の終日開いている改札からは4番街と86丁目の交差点南西・南東に出る階段があるほか、エレベーターが南東に接続している。また、北側には無人改札があり、85丁目と4番街の交差点に階段が1つ接続している。

## 改装とエレベーター設置工事
2007年には、第13地区ヴィト・フォセッラ議員と第22地区マーティ・ゴールデン議員が、2011年に完了した1,380万ドルの改修工事の資金を確保した。これにより、ホーム端に点字ブロックが設置された。プラットホームの壁はもともとタイル張りであったが、1970年代の改修の際に取り除かれていた。今回の改装により、これらのタイルが復元され、さらにガラスモザイクのアートが追加された。
2018年6月よりエレベーターの設置工事が始まっている。当初は2020年5月頃の完成を予定していたが多少延期となり、同年7月下旬頃に完工した。この工事では3605万5077ドル費やした。

## バス路線
以下の路線が運行されている。
| バス停位置             | 系統    | 行先 |
| ---------------------- | ------- | --- |
| 86丁目-4番街交差点南東 | B1      | マンハッタンビーチ オリエンタル・ブールバードとマッケンジー・ストリート交差点                                      |
| 86丁目-4番街交差点南東 | B16     | プロスペクト・レファーツ・ガーデンズ プロスペクト・パーク駅方面                                                    |
| 86丁目-4番街交差点北西 | B16     | フォートハミルトン 4番街-ショア・ロード交差点                                                                      |
| 4番街-87丁目交差点北西 | S53     | ポート・リッチモンド ポート・リッチモンド・ターミナル ポート・リッチモンド・アベニューとリッチモンド・テラス交差点 |
| 4番街-87丁目交差点北西 | S93     | スタテン島大学 |
| 4番街-86丁目交差点南東 | S79 SBS | スタテン島モール リング・ロードのマーシュ・アベニュー南側                                                          |